# Io sono Libero
Io sono Libero è un docufilm italiano andato in onda su Rai 1 il 29 agosto 2016, scritta e diretta da Francesco Miccichè e Giovanni Filippetto.

## Trama
Il film documentario descrive gli ultimi mesi di vita di Libero Grassi, dal 10 gennaio 1991, giorno in cui sul Giornale di Sicilia viene pubblicata la sua lettera al "Caro Estortore", fino al suo omicidio avvenuto il 29 agosto del 1991 sotto la sua casa di Palermo. La storia dell'imprenditore (interpretato da Adriano Chiaramida) che ha detto pubblicamente no al ricatto mafioso è raccontata dal punto di vista di un giovane giornalista Marco (Alessio Vassallo) che ne segue il percorso.

## Interventi
Il docufilm è raccontato attraverso immagini di repertorio, interviste ad amici, conoscenti e famigliari di Libero Grassi e attraverso scene di fiction. Tra le interviste: Alice Grassi, Davide Grassi, Sandro Ruotolo, Tano Grasso, Nando dalla Chiesa, Leoluca Orlando, Letizia Battaglia.